# Spyridon Samaras
Spyridon Samaras (grekiska: Σπυρίδων Σαμάρας), född 29 november 1861 på Korfu, död 7 april 1917 i Aten, var en grekisk kompositör.